# Cleisomeria
Cleisomeria là một chi thực vật có hoa trong họ Orchidaceae.
Trên thế giới có 5 giống, Việt Nam có 2.
1 Cleisomeria lanatum
Đồng danh: Sarcanthus lanatus (Lindl.) Holttum 1947; Uncifera maxilla-leonis Guillaumin 1930
Tên Việt: Hàm cọp (PHH), Đuôi chồn bông (TH).
Mô tả: Phong lan, cao 15-20 phân, thân đơn lá mọc song đối. Chùm hoa dài 15-20 phân, hoa nhiều, mọc sát nhau to 5 ly, nở vào cuối Xuân, đầu Hạ.
Nơi mọc: Kon Tum, Pleiku, Lâm Đồng, Đồng Nai.
2 Cleisomeria pilosulum
Đồng danh: Cleisostoma pilosulum Gagnep. 1932; Saccolabium pilosulum (Gagnep.) Tang & F.T.Wang 1951.
Tên Việt: Hàm cọp lông (PHH).
Mô tả: Phong lan nhỏ, lá dầy và cứng. Chùm hoa buông rủ dài 10 phân, hoa moc sát nhau.
Nơi mọc: Bảo Lộc, Lâm Đồng.